# きさらぎ駅 (映画)
『きさらぎ駅』（きさらぎえき）は、2022年6月3日に公開された日本映画。監督は永江二朗、主演は映画初主演となる恒松祐里。
本作の3年後を描いた続編の『きさらぎ駅 Re:』が2025年6月13日に公開された。

## 概要
匿名掲示板「2ちゃんねる」への実際の投稿から始まった都市伝説「きさらぎ駅」に基づいたもので、大学生の女性がこの世に存在しない異世界駅の謎を追う姿が描かれる。
キャッチコピーは「そこは、たどり着いてはいけない異世界」。
本作では一人称視点の映像をふんだんに盛り込み、観客自らが「きさらぎ駅」を訪れたような疑似感覚を体験できるよう制作されている。
都市伝説「きさらぎ駅」
2004年、「はすみ」と名乗る女性が新浜松駅から乗車した遠州鉄道の電車がなかなか停車せず、ようやく「きさらぎ駅」という見知らぬ無人駅に到着する。その時の状況を「2ちゃんねる」にリアルタイム実況していたが、やがて消息不明となってしまう。
現代版「神隠し」と言われ、「はすみ」の状況や「きさらぎ駅」の所在地などを巡り、ネットで多くの議論が巻き起こった。その後、アニメ・漫画など「きさらぎ駅」を舞台にした物語が登場し、SNSでのトレンド入りとなるなど、十数年の時を経ても根強く関心が持たれている。

## あらすじ
民俗学専攻の大学生・堤春奈は卒業論文のテーマに「神隠し」を選び、実際に異世界に行ったという葉山純子を探し当て家を訪ね、当時の出来事を聞き取る。
高校教師だった純子は残業で遅くなり、終電で帰途についていたが、気がつくと辺りは昼間で、電車は遠州鉄道にはないはずのトンネルを通過し、見知らぬ場所を走っていた。
やがて電車は「きさらぎ駅」という見知らぬ駅で停車する。一緒に降りたのは若者3人組・松井美紀、飯田大輔、岸翔太とサラリーマン・花村貴史、それに純子の高校の女生徒・宮崎明日香の5人である。
付近の民家はなぜかどの家も人がおらず、美紀、翔太と一緒に駅の外に出ていた大輔が怪異に襲われる。美紀たちは恐怖を感じて駅から離れようと線路を歩いて逃げようとし、純子と明日香も一緒に逃げる。だが、美紀と後から追いかけてきた貴史も怪異に襲われていく。純子は健気で頑張り屋な明日香と助け合い、「光の扉」に辿り着くが、結果として、元の世界に戻れたのは純子だけだった。
春奈は純子が話したのと同じルートを辿っていき「きさらぎ駅」に辿り着く。一緒に降りた5人は前回と同じ人々だが、記憶は全てリセットされている。春奈は純子から聞いた話を元に一同を導いていく。たどり着くまでの道筋や誰がどこで怪異に遭うかなど、多少の食い違いはあるものの、春奈と明日香が「光の扉」に辿り着くが、元の世界に戻れるようになったのは明日香だけとなる 。
その後、純子の姪・葉山凛が春奈と純子の会話から立ち聞きした手順で「きさらぎ駅」に行こうと試み、異世界行きの電車に他の4人とともに明日香の代わりに座っている春奈に遭遇する。

## キャスト

### 主要人物
堤春奈（つつみ はるな）
演 - 恒松祐里
関東女子大学で民俗学を専攻している学生。
都市伝説「きさらぎ駅」を卒業論文の題材に決め、謎に迫っていく中で、純子のことを知る。
純子に取材し聞き取った方法をなぞって「きさらぎ駅」にたどり着こうとする。
葉山純子（はやま すみこ）
演 - 佐藤江梨子
「きさらぎ駅」に行ったと噂される女性。春奈から異世界での体験の取材を受ける。
元高校教諭。2004年に学校からの帰宅途中で行方不明になり、7年後に発見される。
異世界で一緒に行動していた明日香を元の世界に帰せなかったことに責任を感じている。

### 純子が「きさらぎ駅」で出会った人たち
後から「きさらぎ駅」に来た春奈とも出会う。
宮崎明日香（みやざき あすか）
演 - 本田望結
女子高生。純子が勤務していた高校の3年生。
「どんな時でも自分に恥じる行為はするな」という母親の言葉を守っている。
そのため、時には自身の危険を顧みず他人を助ける行動をしている。
松井美紀（まつい みき）
演 - 莉子
ギャル。大輔、翔太とは同じグループで、以前から行動を共にしており仲間思いである。
飯田大輔（いいだ だいすけ）
演 - 寺坂頼我
おとなしい男。翔太には乱暴されたり振り回され続けている。
岸翔太（きし しょうた）
演 - 木原瑠生
乱暴な男。ナイフを所持し、周囲に怪我させたり迷惑をかけ続けているが、実は小心者。
花村貴史（はなむら たかし）
演 - 芹澤興人
サラリーマン。酔いのせいもあり危機感がなく、自分の状況が理解できずにいる。

### 純子の関係者
葉山凛（はやま りん）
演 - 瀧七海
純子と同居している姪。春奈と純子の会話を聞いてしまい、自分も「きさらぎ駅」に行こうとする。
大園葵（おおぞの あおい）
演 - 堰沢結衣
凛の友人。

### 異世界の人たち
謎の老人
演 - 野口雅弘
「危ないから線路の上歩いちゃだめだよ」と言いながら、杖をついているのに猛スピードで追いかけてくる。
親切なおじさん
演 - 坪内守
「伊佐貫トンネル」を出た所で車で通りかかり、この場所は「比奈」だと教えてくれ、車で送ってくれようとする。

## スタッフ
- 監督 - 永江二朗
- 脚本 - 宮本武史
- 主題歌 - 弌誠「通リ魔」[11][10]
- 製作 - 浅田靖浩、中島隆介、加瀬林亮、川上純平
- プロデューサー - 上野境介、伊藤修嗣
- 撮影・照明 - 早坂伸
- 編集・VFX - 遊佐和寿
- 録音・整音 - 指宿隆次
- サウンドエディター - 花谷伸也
- フォーリーアーティスト - 田久保貴昭
- フォーリーエディター - 石澤飛鳥
- カラリスト - 稲川実希
- スタイリスト - 網野正和
- ヘアメイク - 木内香瑠、西村桜子
- 助監督 - 廣瀬萌恵里
- スチール - 中居挙子
- キャスティング - 北田希利子
- 演技事務 - 吉田美咲
- ラインプロデューサー - 酒井明
- 和太鼓楽曲提供 - TAIKO-LAB「水花火」
- 撮影協力 - 信州上田フィルムコミッション、上田電鉄、群馬あんなかロケーションサービス、ながのフィルムコミッション
- 特別協力 - 遠州鉄道、文化庁「ARTS for the future!」
- 配給 -  イオンエンターテイメント、ナカチカ
- 制作プロダクション - キャンター
- 製作 - 「きさらぎ駅」製作委員会（キャンター、イオンエンターテイメント、ナカチカ、BBB、博報堂DYミュージック&ピクチャーズ）

## 主なロケ地
静岡県浜松市
- 新浜松駅…「きさらぎ駅」に向かう起点となった遠州鉄道鉄道線の駅。春奈が純子に聞いたやり方で「きさらぎ駅」にたどり着こうとする。
- 遠州鉄道鉄道線車内…純子・春奈・凛がそれぞれ乗車し、異世界に入る前の車内の場面が撮影された。

長野県上田市
- 旧宣教師館…春奈たちの前に現れた洋館として撮影された。作中では建物の内部に元の世界に戻る光の扉が出現する。
- 八木沢駅…「きさらぎ駅」として撮影された。上田電鉄別所線の駅。
- 上田電鉄別所線車内… 電車が異世界に迷い込み、純子・春奈・凛がそれぞれ電車の中で眠っている美紀たち5人と居合わせる場面が撮影された。
- 東山遊歩道…化け物になった「親切なおじさん」から明日香たちが必死に逃げる場面が撮影された。
- 塩野神社…明日香たちが逃げ込み、出現した元の世界に通じる光の扉に向かう場面が撮影された。

長野県長野市
- 戸隠牧場…異世界から元の世界へ純子・明日香がそれぞれ帰り着いた場面で撮影された。戸隠山麓に広がる広大な牧場。

群馬県安中市
- 碓氷峠廃線ウォーク…明日香たちが線路の上や「伊佐貫トンネル」の中を移動する場面が撮影された。